# Stazione di Risano (Slovenia)
La stazione di Risano (in sloveno Rižana) è una fermata ferroviaria della linea Bresenza-Capodistria; serve l'omonimo centro abitato.

## Storia
La stazione fu attivata nel 1967, all'apertura dell'intera linea dalle Ferrovie Jugoslave.
Dal 1991 appartiene alla rete slovena (Slovenske železnice).